# وبستر (ویرجینیای غربی)
وبستر (به انگلیسی: Webster) یک منطقهٔ مسکونی در ایالات متحده آمریکا است که در شهرستان تیلور، ویرجینیای غربی واقع شده‌است.